# Esse (Diemel)
Die Esse ist ein 27,6 km langer, südlicher und orographisch rechter Zufluss der Diemel im Landkreis Kassel, Hessen (Deutschland).

## Name
Die Esse wird 1407 erstmals schriftlich genannt (up der Eße). Der Name leitet sich wahrscheinlich vom schwachen germanischen Verb *aisōn ='(sich) heftig, schnell bewegen' ab.

## Geographie

### Verlauf
Die Esse, die westlich des Mittelgebirges Reinhardswalds verläuft, entspringt in Nordhessen am Nordrand von Hohenkirchen, einem Ortsteil der nördlich von Vellmar gelegenen Gemeinde Espenau. Die Quelle des Bachs liegt im Rahmen einer Teichanlage auf etwa 260 m ü. NHN.
Die Esse fließt in hauptsächlich nördlicher Richtung durch die dem Reinhardswald westlich vorgelagerte Hügellandschaft der Hofgeismarer Rötsenke, einem weitläufigen, überwiegend waldlosen und landwirtschaftlich genutzten Bereich im nördlich von Kassel gelegenen Nordteil der Westhessischen Senke. Anfangs verläuft die Esse nördlich von Hohenkirchen, das sie nicht durchfließt, nach Nordwesten. Bei dreimaligem Unterqueren der Bahnstrecke Kassel–Warburg wendet sich der Bach nach Norden, um kurz darauf durch den Südteil des 1983 ausgewiesenen und 27 ha großen Naturschutzgebiets Rothenberg bei Burguffeln (NSG-Nr. 82452) mit dem Rothenküler Teich zu verlaufen. Danach mündet der aus Richtung Schloss Wilhelmsthal kommende Jungfernbach ein. Etwas weiter nördlich tangiert die Esse den Nordwestteil des Naturschutzgebiets Rothenberg bei Burguffeln, um danach bei Einmünden des Suderbachs den westlich gelegenen Grebensteiner Gemeindeteil Burguffeln zu passieren.
Dann verläuft die Esse durch die Kernstadt von Grebenstein, wobei sie die auf dem 249 m hohen Burgberg befindliche Ruine der Burg Grebenstein westlich in einem langgestreckten Rechtsbogen umfließt. Etwas weiter nördlich erreicht sie nach fünfmaligem Unterqueren der Bahnstrecke Kassel–Warburg und einmaligem Unterqueren der Essetalbrücke (Bundesstraße 83) die Kernstadt von Hofgeismar, in der sie die Bahnstrecke zweimal und (derzeit noch) die Bundesstraße einmal unterquert. Am Nordostrand der Stadt passiert sie den etwas östlich gelegenen Park Gesundbrunnen, in dem das Schlösschen Schönburg steht, wonach mit der Lempe der längste Esse-Zufluss einmündet.
Nördlich von Hofgeismar passiert die Esse den westlich gelegenen Hofgeismarer Stadtwald mit dem Heuberg (392 m) und den östlich liegenden Schöneberg (323,2 m) mit der Burgruine Schöneberg. Hiernach fließt sie durch das Hofgeismarer Dorf Hümme und tangiert das 1990 ausgewiesene, 21 ha große und östlich des Flusses gelegene Naturschutzgebiet Hümmer Bruch bei Stammen (NSG-Nr. 1633025).
Einige Kilometer nördlich von Hofgeismar mündet die Esse beim Trendelburger Stadtteil Stammen direkt nordwestlich des Schlosses Stammen auf 120,6 m Höhe in den dort von Südwesten kommenden Weser-Zufluss Diemel.

### Wasserscheide
Das Quellgebiet der Esse liegt auf der Diemel-Eder/Fulda/Weser-Wasserscheide. Während das Wasser der nordwärts fließenden Esse durch die Diemel die Weser erreicht, fließt jenes der Espe, die auf der anderen Seite der Hochlage um Espenau beim Ortsteil Mönchehof entspringt und nach Südosten fließt, durch die Fulda zur Weser.

### Naturräumliche Zuordnung
Das Einzugsgebiet der Esse stellt, verlängert um den Unterlauf der Diemel, naturräumlich betrachtet den Nordabschnitt der Westhessischen Senke (Haupteinheit 343), die weiter südlich den Läufen von Schwalm, Eder und Fulda folgt, und auch des gesamten Westhessischen Berglandes (Haupteinheitengruppe 34 bzw. D46) dar. Dieser Abschnitt wird als Hofgeismarer Rötsenke (343.4) bezeichnet.

### Einzugsgebiet und Zuflüsse
Zu den Zuflüssen der Esse, deren Einzugsgebiet 191,89 km² groß ist, gehören mit orographischer Zuordnung (l = linksseitig, r = rechtsseitig) sowie – wenn bekannt – Gewässerlänge, Mündungsort mit Essebachkilometer und Einzugsgebietsgröße (flussabwärts betrachtet)/:
- Jungfernbach (l; 5,8 km), unterhalb Espenau-Hohenkirchen (nahe km 23,65), 9,041 km²
- Suderbach (l; 4,5 km), unterhalb Hohenkirchen (nahe km 22,85), 13,165 km²
- Holzkape (r; 9,1 km), unterhalb von Hohenkirchen) (nahe km 21,5), 24,972 km²
- Maibach (l; 3,5 km), in Grebenstein (nahe km 19,05), 6,63 km²
- Nesselbach (l; 3,6 km), unterhalb Grebenstein, nahe der Bruchmühle (nahe km 16,7), 5,473 km²
- Schlüchtergraben (r; 2 km), unterhalb Grebenstein, nahe der Bruchmühle (nahe km 16,6)
- Stroforder Graben (l; 1,8 km), unterhalb Grebenstein (nahe km 15,2)
- Lannegraben (r; 1,6 km), unterhalb Grebenstein (nahe km 14,4), 4,454 km²
- Kelzer Bach (l; 3,1 km), unterhalb Grebenstein (nahe km 13,3)
- Kelzer Graben (l; 2,8 km), unterhalb Grebenstein (nahe km 11,5), 2,619 km²
- Westheimgrund (Bäche oder Bächekanal; l; 4,5 km), in Hofgeismar (nahe km 9,45)
- Lempe (r; 16,3 km), in Hofgeismar (nahe km 8,2), 51,147 km²
- Tiefenbach (r; 2,3 km), in Hümme (nahe km 2,8), 5,332 km²

### Wassermühlen
Wassermühlen an der Esse sind/waren unter anderem (flussabwärts betrachtet):
- Bergmühle – einiges unterhalb von Espenau-Hohenkirchen
- Lindenmühle – einiges unterhalb von Hohenkirchen
- Burgmühle – unterhalb des Grebensteiner Burgbergs
- Hagenmühle – in Grebenstein
- Steinmühle – in Grebenstein
- Bruchmühle – direkt unterhalb von Grebenstein am Schlüchter Graben
- Ölmühle – unterhalb Grebenstein
- Stroforder Mühle – unterhalb Grebenstein am Stroforder Graben
- Walkemühle – etwas oberhalb von Hofgeismar
- Kabemühle – in Hofgeismar
- Steinmühle – direkt unterhalb von Hofgeismar
- Hagemühle – unterhalb des Schönebergs (bei Hofgeismar-Schöneberg)

## Hochwasser
Die Esse führte oftmals starkes Hochwasser, wobei sie den Kleinstädten Grebenstein und Hofgeismar immer wieder starke Schäden beigefügt hat.
- Ein besonders starkes Hochwasser gab es bei der Heinrichsflut von 1965. Weil dabei Baumstämme von einem oberhalb von Grebenstein gelegenen Sägewerk an den am Bacheinlauf in die Stadt befindlichen Bereich der Stadtmauer getrieben wurden und dort das Wasser aufstauten, stürzten Teile der Mauer ein, woraufhin sich das Wasser schlagartig in die Kernstadt ergoss und zusammen mit den mitgeführten Baumstämmen schwere Schäden anrichtete.
- Starke Hochwasser gab es unter anderem auch im bachabwärts liegenden Hofgeismar, zum Beispiel am 13. Mai 1993, als privaten Messungen zufolge in etwa 45 Minuten rund 87 Liter/m² Regen fiel; der Wolkenbruch lag östlich unterhalb des Hofgeismarer Stadtteils Friedrichsdorf und damit westlich oberhalb der Kernstadt im Einzugsgebiet des kleinen Esse-Zuflusses Westheimgrund.[6]

## Sehenswertes
Neben den teils mittelalterlichen Zentren der Ortschaften mit Fachwerkhäusern und anderen alten Gebäuden entlang und nahe der Esse lohnen Besuche des Hofgeismarer Stadtteils Gesundbrunnen, der über Grebenstein thronenden Burg Grebenstein und den Resten der nördlich von Hofgeismar gelegenen Burgruine Schöneberg; am Unterlauf ihres Zuflusses Lempe steht das Schlösschen Schönburg im etwas östlich der Esse gelegenen Park Gesundbrunnen (Hofgeismar). Außerdem sind das rund 3 km westlich der Essequelle stehende Schloss Wilhelmsthal sowie die etwa 10 km östlich der Esse im Reinhardswald stehende Sababurg sehenswert.